# Fondation Virlanie
La fondation Virlanie est une institution privée, laïque, installée à Manille, aux Philippines. Son but est de protéger et réinsérer les enfants des rues. Elle est enregistrée à la Commission de sécurité et d'échange et accréditée par le DSWD (Department of Social Welfare and Development). Elle est également membre du Conseil national philippin contre la prostitution enfantine et du Comité de travail sur les droits de l'enfant, qui travaille en collaboration avec le ministère de la Justice.
La fondation Virlanie est soutenu par l'artiste et chanteuse Jensen Kyra en tant qu'ambassadrice.
Fondée en 1992 par Dominique Lemay, la fondation a reçu en 2001, parmi 90 ONG humanitaires dans le monde, le prix des Droits de l'Homme de la République française et en 2010, le prix Dupuis de l'Institut de France sur proposition de l’Académie française.

## Programmes
Il existe 4 types de programmes au sein de la fondation Virlanie pour les enfants défavorisés. 
Le programme résidentiel permet d’accueillir dans nos maisons les enfants abandonnés, négligés et abusés. 
Les programmes support aident les enfants à surmonter leur traumatisme.
Les programmes externes et les programmes d’accompagnement vers une vie stable permettent aux enfants de réintégrer leur famille si le cas est possible et de devenir des adultes autonomes et responsables.

## Programmes résidentiels
Les programmes résidentiels regroupent les 13 maisons de Virlanie qui accueillent, chacune d’entre elles, une vingtaine d’enfants abandonnés, négligés, ayant souffert des abus sexuels, d’addiction à la drogue ou atteints de handicaps mentaux et physiques. Les enfants jouissent d’un toit, de repas équilibrés, d’une éducation et reçoivent de l’attention et de l’affection de la part des équipes. Organisée selon le modèle familial philippin, chaque maison est supervisée par un coordinateur de projet, un travailleur social et deux "parents".
Il existe ainsi 3 types de maisons : les maisons temporaires, les maisons familiales et les maisons spécialisées.
Les maisons temporaires : Elles ont pour vocation de réadapter les enfants des rues dans une vie sociale structurée en leur offrant un toit, des repas équilibrés et des activités éducatives. La majeure partie des enfants ayant perdu leurs repères, ils doivent réapprendre les règles de la vie en communauté. Les maisons temporaires sont les suivantes :
- Toddler Home et Marco Polo Center.  Il s'agit de deux centres d'accueil temporaires spécialement conçus pour les plus petits. Ouverte en mars 2011, la maison des Toddlers accueille des enfants des rues âgés de 1 à 3 ans. Marco Polo Center accueille les enfants de 3 à 8 ans.  Les petits sont ensuite adoptés, retournés à leurs familles ou relogés dans des maisons appartenant à Virlanie ou à d'autres associations.

- Le Drop-In Center : Il s'agit de la première maison pour la plupart des enfants provenant du RAC (Reception and Action Center)de Manille. Dans ce centre, les enfants réapprennent à vivre dans un environnement structuré. Ils sont ultérieurement transférés dans les maisons familiales de Virlanie ou rejoignent leurs familles.

- Maison Mère et Enfant : Cette maison accueille des jeunes mères célibataires en difficulté qui ont entre 15 et 20 ans, et leurs bébés. Elles sont prises en charge, de façon qu'elles puissent éventuellement envisager une vie autonome.

- Patricia Half-Way Home : Cette maison est destinée à des jeunes garçons (entre 15 et 18 ans) qui sont incarcérés. C'est une alternative à la prison qui leur offre de meilleure chance de réinsertion à l'issue de leur peine.

Les maisons familiales : Elles accueillent à long terme les enfants issus des maisons temporaires de la fondation qui n’ont pu retourner au sein de leur famille. Virlanie compte actuellement 4 maisons de ce type: Ellah Yallah, Gabay Buhay, Herrod for Children I (Tanglaw) et II (Masaya).
Les maisons spécialisées : Elles prennent en charge des enfants ayant souffert d’abus sexuels ou porteur d'un handicap mental et parfois physique. En plus des services de bases proposés par toutes les maisons, des actions sont mises en place pour traiter différents traumatismes ou expériences difficiles subis par les enfants. Les maisons spécialisées gérées par Virlanie sont les suivantes :
- Maison Aime : Elle accueille des enfants souffrant des handicaps mentaux.

- Maison Jade : Maison spécialement conçue pour des enfants avec des troubles mentaux et physiques.

- Maison Caress : Cette maison héberge des garçons ayant subi des abus sexuels.

- Maison Elizabeth : Elle accueille des jeunes filles ayant subi des abus sexuels.

## Programmes support
Les programmes supports sont destinés aux enfants vivant ou ayant vécu dans l’une des 13 maisons de la fondation. Les différentes activités de ces programmes ont pour objectif d’assurer le bien-être émotionnel, psychologique et intellectuel de l’enfant. Elles sont indispensables à l’épanouissement personnel de chaque enfant et agissent en complément des actions menées par les maisons. 
SIBUHI (Centre de développement et de créativité) : Centre où les enfants de la Fondation pratiquent des activités artistiques, sportives et musicales. 
Magellan : Programme de soutien scolaire pour les enfants de la Fondation afin de prévenir l'échec scolaire.
Le bureau des Droits de l’Enfant : Programme dont l'objectif est d'assurer les droits des enfants incarcérés pour des actes de petite délinquance (assistance juridique, suivi du dossier, soutien matériel et psychologique...) et qui peuvent, après leur libération, rejoindre la Fondation. 
Les programmes d'assistance médicale et psychologique.

## Programmes externes
Les programmes externes agissent au cœur de la pauvreté de Manille : dans les rues, au "Reception and Action Center" et au sein des communautés les plus pauvres. Ces programmes, grâce auxquels les enfants prennent connaissance de la fondation, ont pour but de mettre à disposition des enfants défavorisés et de leurs familles, des services éducatifs, sociaux ou juridiques.
•	Le « Reception and Action Center »:  Il s'agit d'une permanence de la Fondation dans ce centre d'accueil fermé et temporaire appartenant à la ville de Manille. La Fondation s'occupe d'assurer les droits des enfants et adultes internés et leur offre une assistance médicale et psychologique, ainsi que des sorties culturelles et sportives. 
•	Le programme des bidonvilles: Il s'agit d'un programme de développement communautaire centré sur l'enfant, qui reçoit une aide scolaire à travers du parrainage. 
•	L'école mobile: Ce programme a comme objectif de fournir une assistance sanitaire (suivi médicale, attention primaire, soins dentaires...) et éducative (alphabétisation, lecture...) aux enfants des quartiers pauvres de Manille. Des assistants sociaux rendent visite aux familles des enfants afin de les orienter vers des institutions locales et les aider avec leurs démarches administratives (obtention d'acte de naissance, etc.). 
•	Le centre d’accueil de jour: Ce centre, situé dans le quartier de Quiapo, permet aux enfants des rues et leurs familles de se laver, nettoyer leurs vêtements, recevoir un repas, et accéder à différents services sociaux (éducation, santé, assistance sociale).

## Programmes d'accompagnement vers une vie stable
La dernière étape du processus d’accompagnement de l’enfant est de préparer les jeunes adultes à assumer une vie indépendante et responsable, soit au sein de leur famille, soit de façon autonome.
- Le programme des jeunes adultes et la Maison de transition: Ces programmes ont été conçus pour aider les jeunes adultes de la Fondation à établir une vie autonome. Ils sont centrés sur le développement de la personnalité, la formation professionnelle et les techniques de recherche d'emploi.

- Le programme de regroupement familial: Ce programme permet aux enfants, s'il est possible, de retrouver leurs familles. La Fondation fait un suivi de chaque enfant afin d'assurer sa réadaptation au foyer familial.

- Le programme pour les Jeunes Adultes: Ce programme assiste les jeunes adultes vivant dans les maisons de la Fondation ou soutenus par la Fondation, via nos programmes externes dans leur passage à la vie adulte et indépendante, notamment dans la formation et recherche d'un emploi.

- Le programme LIFE (Living Independently for Full Empowerment) : Ce programme assiste les jeunes adultes des maisons de Virlanie durant leurs six derniers mois au sein de la Fondation ainsi que les jeunes ayant quitté la fondation pour une vie indépendante que Virlanie continue d'assister. Avant leur départ, le programme les aide à trouver un appartement et à ouvrir un compte bancaire, les prépare psyhcologiquement, les encourage à rencontrer mensuellement d'anciens jeunes de Virlanie. Après leur départ un « coach » de Virlanie les guide et soutient.